# Großsteingrab Ravnsnæs 2
Das Großsteingrab Ravnsnæs 2 war eine megalithische Grabanlage der jungsteinzeitlichen Nordgruppe der Trichterbecherkultur im Kirchspiel Birkerød in der dänischen Kommune Rudersdal. Es wurde im 19. oder frühen 20. Jahrhundert zerstört.

## Lage
Das Grab lag östlich von Ravnsnæs im hinteren Bereich des heutigen Grundstücks Ravnsnæsvej 214. In der näheren Umgebung gibt bzw. gab es zahlreiche weitere megalithische Grabanlagen.

## Forschungsgeschichte
Im Jahr 1884 führten Mitarbeiter des Dänischen Nationalmuseums eine Dokumentation der Fundstelle durch. Bei einer weiteren Dokumentation im Jahr 1942 waren keine baulichen Überreste mehr auszumachen.

## Beschreibung
Die Anlage besaß eine ost-westlich orientierte rechteckige Hügelschüttung mit einer Länge von etwa 24 m und einer Breite von etwa 14 m. Von der Umfassung waren 1884 noch einige Steine an der Nordseite erhalten. Der Hügel enthielt eine Grabkammer, die als Ganggrab anzusprechen ist. Sie war nord-südlich orientiert; 1884 war nur noch das nördliche Ende erhalten. Dort standen ein Abschlussstein und ein angrenzender Wandstein. Zwei Decksteine lagen abgewälzt außerhalb der Kammer. An der Westseite der Kammer scheint sich ein Gang befunden zu haben. Im nördlichen Teil des Hügel lag ein Stein, bei dem es sich um einen Deckstein des Gangs gehandelt haben könnte.